# Луций Фурий Фил
Луций Фурий Фил (на латински: Lucius Furius Philus) e политик на Римската република през 2 век пр.н.е.
Фурий е в кръга на Сципионите и приятел на Сципион Емилиан. През 136 пр.н.е. Фурий е избран за консул заедно със Секст Атилий Серан и се занимава с foedus Mancinum, който е предложен от Гай Хостилий Манцин на град Нуманция в Близка Испания.
Фурий е автор на произведение, в което се споменават две сакрални формули, които трябва да се прилагат против обсадени градове. Цицерон хвали неговия стил в De re publica.